# Garnet Francis Malley
Garnet Francis Malley (ur. 2 listopada 1892, zm. 20 maja 1961) – as lotnictwa australijskiego Royal Australian Air Force z 6 potwierdzonymi zwycięstwami w I wojnie światowej. W latach trzydziestych i czterdziestych XX w. doradca do spraw lotniczych Czang Kaj-szeka.

## Życiorys
Garnet Francis Malley urodził się jako piąte dziecko Francisa Malleya, właściciela Malleys Ltd. Ukończył Hawkesbury Agricultural College i pracował jako mechanik w firmie ojca.
12 października 1915 roku zaciągnął się do Armii Australijskiej. W marcu 1916 roku wraz z innymi rekrutami poprzez Egipt dotarł do Francji, gdzie w maju został przydzielony do 1st Field Artillery Brigade. W kwietniu 1917 roku został przeniesiony do Royal Australian Air Force. Po szkoleniu w Wielkiej Brytanii w październiku 1917 roku uzyskał licencję pilota.
W grudniu został skierowany do Francji do służby w No. 4 Squadron RAAF. W marcu 1918 roku uzyskał awans na kapitana i został mianowany dowódcą jednej z eskadr.
Pierwsze zwycięstwo powietrzne odniósł 16 marca 1918 roku na samolocie Sopwith Snipe nad niemieckim samolotem Pfalz D.III. 23 marca w okolicach Vaulx zestrzelił dwa samoloty Albatros D.V; 30 maja - balon obserwacyjny, a ostatnie zwycięstwo powietrzne odniósł 1 czerwca.
Od sierpnia 1918 roku został przeniesiony do No. 5 Squadron RAAF – dywizjonu szkoleniowego. Był w nim instruktorem, latał na pomalowanym na biało samolocie Sopwith Camel.
Po zakończeniu działań wojennych, w 1919 roku, Malley powrócił do Australii. W 1921 roku ponownie rozpoczął pracę w rodzinnej firmie na stanowisku kierownika magazynu. W 1925 roku został awansowany na stopień kapitana (Flight Lieutenant) w Citizen Air Force (obecnie Royal Australian Air Force Reserve). Malley był przydzielony do No. 3 Squadron RAAF. W 1928 roku został mianowany honorowym dowódcą jednostki, a w latach 1928–1930 pełnił obowiązki jej tymczasowego dowódcy. W latach 1925–1928 pełnił funkcję wiceprezesa Australian Flying Corps Association. Od 1928 do 1931 roku pracował jako konsultant w Australian National Airways. W czasach wielkiego kryzysu wraz z rodziną przeprowadził się do Chin.
Od 1933 roku został doradcą do spraw lotnictwa w Rządzie Narodowym, a od 1937 roku osobistym doradcą Song Meiling, żony Czang Kaj-szeka, i sekretarzem generalnym Chińskiej Komisji Spraw Aeronautycznych. 1 lutego 1937 roku został mianowany honorowym podpułkownikiem lotnictwa (Wing Commander).
W 1940 roku powrócił do Australii i został przywrócony do czynnej służby w stopniu majora (Squadron Leader). Od października służył w wywiadzie w Dowództwie Sił Powietrznych (Air Force Headquarters) w Melbourne. Został przydzielony do Combined Operational Intelligence Centre na stanowisko zastępcy dyrektora Ruperta Basila Longa.
W październiku 1941 roku został awansowany na stopień podpułkownika i zastąpił Longa na stanowisku dyrektora Combined Operational Intelligence Centre. Stanowisko zachował nawet po przybyciu do Australii Douglasa MacArthura ze sztabem. W lipcu 1942 roku Malley został awansowany na stopień pułkownika. W październiku 1942 roku z powodu choroby zrezygnował z zajmowanego stanowiska.
Od 1944 do 1947 roku pracował w stopniu pułkownika w Commonwealth Security Service w Canberze jako oficer dowodzący sekcją chińską.
W 1950 roku wraz z rodziną przeprowadził się na Fidżi, gdzie zakupił plantację orzechów kokosowych w Nabavatu, Vanua Levu. Zmarł 20 maja 1961 roku.